# Igreja Metodista Wesleyana
A Igreja Metodista Wesleyana é uma denominação religiosa criada no Brasil em 5 de janeiro de 1967 na cidade de Nova Friburgo - RJ, de linha pentecostal, contando em 2017 com cerca de cento e quarenta mil seguidores no país e em outras vinte nações.

## Histórico
A Igreja Metodista do Brasil foi criada nos moldes da doutrina de John Wesley, tendo por principal característica uma doutrina ecumênica com outras denominações; faz parte do Conselho Mundial de Igrejas e, desta igreja metodista inicial, houve duas grandes divisões principais: em 1967 dividiu-se a Igreja Metodista Wesleyana, e em 1993 a Igreja Metodista Renovada, das quais a principal é a Metodista Wesleyana.
A pentecostalização foi um fenômeno que teve início no ano de 1966 com a criação da Igreja Batista da Lagoinha, em Minas Gerais; surgida no ano seguinte, a Metodista Wesleyana já começou institucionalizada, como denominação independente e ao longo dos anos foi construindo sua estrutura burocrática. Naquela década vários conflitos envolveram os pastores, membros da administração e teólogos fazendo com que os metodistas da Primeira Região Eclesiástica no Brasil se tornasse verdadeiro ambiente de litígios que fizeram leigos e religiosos culminarem na cisão que deu origem à vertente pentecostal; isto em parte se deu pelo fato de as igrejas protestantes tradicionais, em geral, não atingirem as classes mais pobres da população, ficando adstritas à classe média: público oposto daquele atingido pelo pentecostalismo, e criando uma "crise de identidade" que no caso dos metodistas tivera início já nos anos 1940.
Assim, no Rio de Janeiro os metodistas vinham adotando práticas que diferiam das tradicionais; em 1965 a chegada de novo bispo, que deu início ao combate das mesmas — possivelmente influenciado pelo golpe militar que deu uma direção ditatorial ao país — gerou a reação cismática que, dentro de apenas um mês, já contava com a adesão de trinta igrejas.
A oposição dos bispos do Colegiado contrastava com a atuação de pastores como Gessé Teixeira Carvalho (mais tarde bispo da nova igreja), José Moreira da Silva, Ildemício Cabral dos Santos e outros que, a partir de 1964, procuraram compreender o que era o movimento pentecostal e, nos anos seguintes, foram recebendo a adesão de outros ministros.
Assim, quando a Igreja Metodista realizava no dia 5 de janeiro de 1967, em Nova Friburgo, seu Concílio, os pastores Ildemício e Waldemar Gomes de Figueiredo dirigiram numa ponte situada no pátio da Fundação Getúlio Vargas, no Rio de Janeiro uma reunião paralela pela fundação da nova denominação, mantendo um Conselho Geral (tal como na Igreja Metodista) e definindo suas práticas pentecostais.
Nos dias 16 a 19 de fevereiro daquele ano leigos e pastores dissidentes se reuniram em Concílio Constituinte na cidade de Petrópolis; autodenominando-se "movimento wesleyano", decidiram se juntar à Igreja Wesleyana criada dias antes: aprovaram seus Estatutos e elegeram o Conselho Geral, que foi composto por Waldemar Gomes de Figueiredo como superintendente geral; nas secretarias gerais ficaram José Moreira da Silva (de educação cristã), Gessé Teixeira de Carvalho (de missões, cumulado ao de diretor do jornal "Voz Wesleyana"), Oriele Soares do Nascimento (de ação social) e Idelmíbio Cabral dos Santos (de finanças), ficando Francisco Teodoro Batista como presidente da junta patrimonial.
No ano de 2014 contava a igreja com setecentos e trinta e três templos no Brasil.
Durante a celebração do cinquentenário da fundação foi realizada pela Câmara dos Deputados do Brasil uma sessão solene em sua homenagem proposta pelo deputado mineiro George Hilton, contando com seus principais representantes; na ocasião o presidente da casa legislativa Rodrigo Maia ressaltou o trabalho social da denominação que "busca a conscientização de uma vida comunitária responsável em que todos tenham a oportunidade de uma vida digna e produtiva”.

## Logotipo
Sua logomarca, de origem mais recente que a da fundação, traz com destaque um coração estilizado; em volta deste coração há chamas, que representam o Espírito Santo na imagética religiosa: representam sempre a vida e nunca o inferno, descrevendo o caminho da salvação, ou seja, acompanham "tanto o coração divino como o coração humano e representa o espírito vivificador", na análise sinalagmática.

## Ações
Junto ao Exército da Salvação, da Igreja Metodista, da Igreja Metodista Livre e da Igreja do Nazareno constituiu na primeira década do século XXI a "Fraternidade Wesleyana de Santidade", dentro do princípio que diferencia a busca da fé pela sua exteriorização através das ações; além da transformação interior busca-se a prática de atos bons.

## As regiões eclesiásticas
A Igreja Metodista Wesleyana está organizada em Regiões Eclesiásticas:
- 1º Região: Rio de Janeiro e Piauí. Sendo que no estado do Rio, tal abrangêcia é parcial por não compreender todos os municípios do Estado.  (Região Serrana, Região da Baixada Fluminense, Região Metropolitana, Região dos Lagos e Região Norte Fluminense).
- 2º Região: Minas Gerais, Goiás, Tocantins e o Distrito federal.
- 3º Região: São Paulo (estado), Mato Grosso, Mato Grosso do Sul.
- 4º Região: Acre, Amazonas, Roraima e Rondônia.
- 5º Região: Paraná, Rio Grande do Sul e Santa Catarina.
- 6º Região: Rio de Janeiro (estado) (município e Capital do Rio de Janeiro, parte da baixada fluminense, o sul fluminense.) E o estado do Maranhão.
- 7º Região: Alagoas, Ceará, Paraíba, Pernambuco, Rio Grande do Norte e Sergipe.
- 8º Região: Amapá, Bahia, Espírito Santo (estado) e Pará.
- Região Europeia e África:[8] De fato 9ª Região, porém chamada assim por uma questão histórica dado a implantação da IMW na Europa em 26 de setembro de 1979 em Portugal e mais recentemente ao seu avanço na África, especialmente em Moçambique.